# 스테보 펜다로프스키
스테보 펜다로프스키(마케도니아어: Стево Пендаровски, 문화어: 스떼보 뻰다롭스끼, 1963년 4월 3일~)는 북마케도니아의 제5대 대통령이자 학자이다. 2014년 마케도니아 공화국 대통령 선거 당시 마케도니아 사회민주주의 동맹 소속으로 출마하였으며 2019년 북마케도니아 대통령 선거에서 마케도니아 사회민주주의 동맹 소속으로 출마하여 북마케도니아의 대통령으로 당선되었다. 2019년 5월 12일부로 북마케도니아의 대통령에 취임했다.